# Patemon (Tengaran)
Patemon is een bestuurslaag in het regentschap Semarang van de provincie Midden-Java, Indonesië. Patemon telt 3334 inwoners (volkstelling 2010).